# Žabljak
Žabljak és un assentament de Croàcia, al comtat de Karlovac. Es troba a 5,4 km del municipi de Barilović, del que en forma part.